# Muriel Furrer
Muriel Furrer (Egg, 1 juli 2006 – Zürich, 27 september 2024) was een Zwitsers wielrenster. Furrer was gespecialiseerd in mountainbiken, wegwielrennen en veldrijden.

## Carrière
Furrer werd geboren in Egg in het kanton Zürich. Ze startte met wielrennen bij VC Meilen om vervolgens naar de United Sports School of Zürich te gaan.
Furrer werd als een groot wielrentalent beschouwd. Haar eerste succes was op de -17 van het omnium op de Zwitserse kampioenschappen in Aigle. Furrer werd in 2023 en 2024 tweede in de junioren categorie op de Zwitserse kampioenschappen veldrijden. Op de discipline mountainbike won ze in 2024 een bronzen medaille.
In mei 2024 won Furrer op de gemixte relay van de Europese kampioenschappen mountainbike 2024 in Cheile Grădiştei een bronzen medaille met het Zwitserse team in de discipline gemengd veldrijden. Op de wereldkampioenschappen veldrijden 2024 wist Furrer in augustus en september 2024 in Pal Arinsal, Andorra de 29e plaats te behalen.

## Overlijden

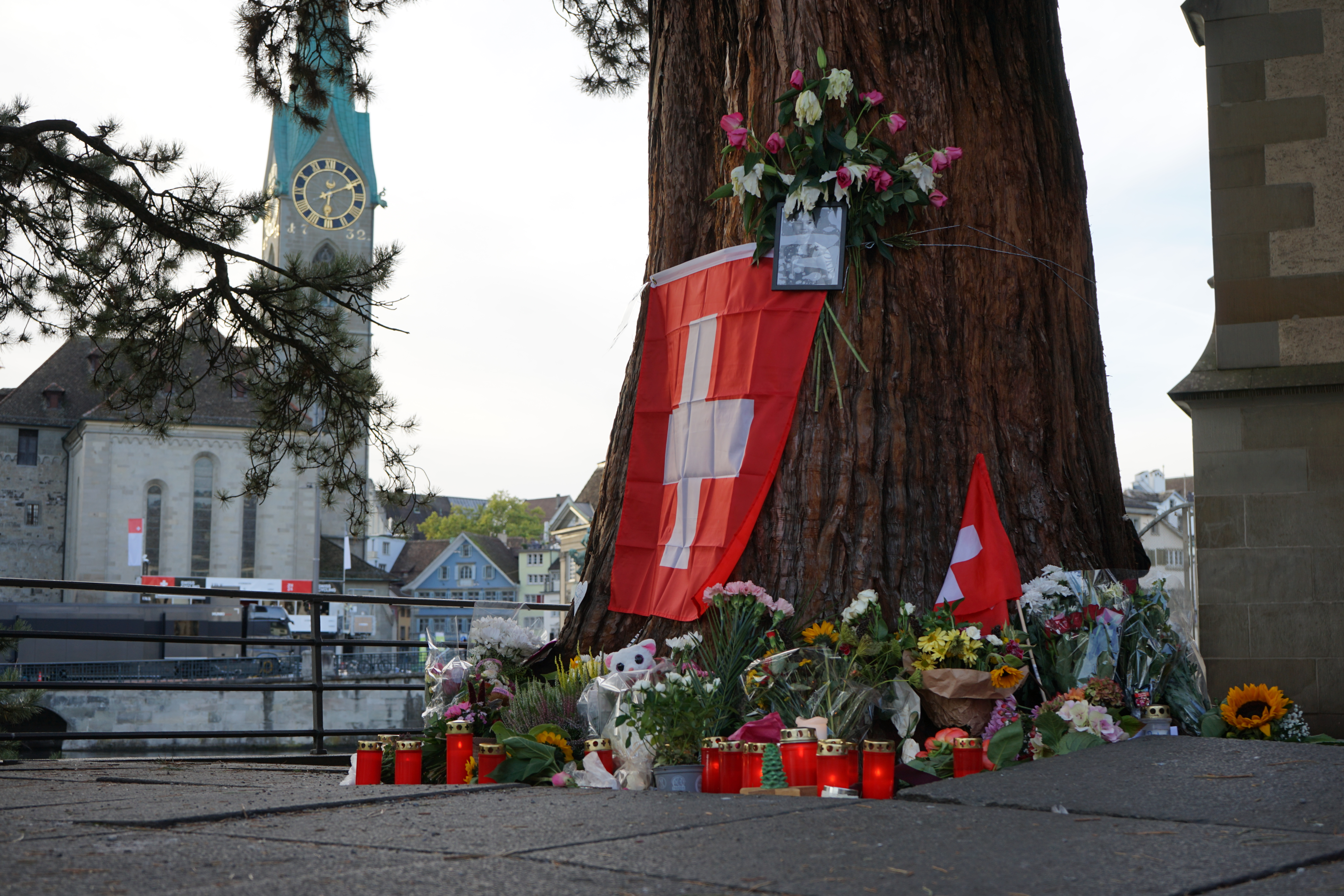
De gedenkplek voor Muriel Furrer in Zürich

In de tijdrit op de wereldkampioenschappen wielrennen 2024 wist Furrer de 44ste plaats te behalen. Twee dagen later tijdens de wegwedstrijd voor junioren kwam Furrer tijdens een hevige regenbui in een bocht ten val in een bos op de Küsnachterberg. Er waren geen ooggetuigen bij het ongeval. Pas na een lange patrouille werd Furrer gevonden, omstreeks twee uur nadat het ongeval plaatsvond.
Furrer liep hersenletsel op en overleed op 27 september 2024 in het Universitair Ziekenhuis in Zürich. Haar dood maakte veel los binnen de wielrenwereld. Ze woonde slechts enkele kilometers van de plaats van het ongeval vandaan en kende de route goed. Het openbaar ministerie doet onderzoek naar het overlijden van Furrer.
Op zondagochtend 29 september 2024 vond een herdenkingsrit voor Furrer plaats waarin 1500 fietsers hun laatste eer aan haar bewezen.